# Benyahia Abderrahmane
Benyahia Abderrahmane (în arabă بن يحيى عبد الرحمان) este o comună din provincia Mila, Algeria.
Populația comunei este de 10.052 de locuitori (2008).